# Citharischius stridulantissimus
Citharischius stridulantissimus är en spindelart som först beskrevs av Embrik Strand 1907.  Citharischius stridulantissimus ingår i släktet Citharischius och familjen fågelspindlar. Inga underarter finns listade i Catalogue of Life.